# متحف بيمبيلا تاناه اير
متحف بيمبيلا تاناه اير (بالإندونيسية: Museum Pembela Tanah Air) ومعناه: متحف المدافعين عن الوطن الأم هو متحف يقع في بوجور إندونيسيا. تم إنشاء المتحف لتقديم تحية للجنود السابقين (المدافعون عن الوطن) لمساهماتهم في تأسيس الأمة الإندونيسية. بالإضافة إلى ذلك يقدم المتحف أيضًا نظرة عامة على كفاح إندونيسيا من أجل الاستقلال والاستعداد لتحقيق استقلالها.

## التاريخ
تم بناء المبنى الأصلي الذي يضم المتحف في عام 1745 من قبل جنود الجيش الاستعماري على الطراز الأوروبي (بالتحديد البريطاني). في عام 1943 تم استخدام المبنى كمركز تدريب للجيش (تحت سيطرة اليابانين آنذاك). بدأ تطوير متحف بيتا في 14 نوفمبر 1993 مع وضع الحجر الأول من قبل نائب الرئيس عمر ويراهاديكوسما. استغرق التطوير ما يقرب من عامين وافتتحه الرئيس سوهارتو في 18 ديسمبر 1995.